# Víctor Manuel Fernández
Víctor Manuel Fernández Gutiérrez (Mérida, Badajoz, 17 de abril de 1974) más conocido como Víctor, es un exfutbolista y actualmente entrenador de fútbol español que ha estado ligado casi toda su carrera al Real Valladolid. Actualmente es entrenador del juvenil del Real Valladolid.

## Carrera como jugador
Víctor se formó en las categorías inferiores del Club Deportivo Leganés, de donde partió a la cantera del Real Madrid. De allí dio el salto como profesional al Tenerife, club con el que debutó en Primera división el 4 de septiembre de 1994 en un partido contra el Zaragoza. En el mercado de invierno de la temporada 1995/1996 fue cedido al CD Toledo, convirtiéndose en pieza clave del club castellano al lograr 10 goles en 20 partidos y estando a punto de lograr clasificarse para la promoción de ascenso a Primera.
En la temporada 1996/97 ficha por el Real Valladolid. En este equipo juega cuatro temporadas, consiguiendo en la primera de ellas que el equipo se clasificara para la Copa de la UEFA.
En el verano de 2000 se va al Villarreal, donde jugó cuatro temporadas.
Tras esto, vuelve a Valladolid en la temporada 2004/05 para jugar esta vez en Segunda división e intentar el ascenso, cosa que consiguió en la temporada 2006/07, siendo el máximo goleador del conjunto vallisoletano con 19 goles.
El 23 de febrero de 2000 jugó su único partido con la selección española, dirigida en ese momento por José Antonio Camacho, en un encuentro amistoso frente a Croacia, sustituyendo a Luis Enrique en el minuto 63. Aunque cuajó una buena actuación, sus acciones no tuvieron reflejo en el marcador y el partido terminó con empate a cero goles. Debutó con la selección de la comunidad autónoma de Extremadura el 28 de diciembre de 2007 (titular y venciendo por 2-1 a la selección de Guinea Ecuatorial).
Dio la asistencia del gol más rápido de la liga española (a Joseba Llorente) el 20 de enero de 2008 frente al Real Club Deportivo Español, a los siete segundos y 8 centésimas, cuando militaba en su 2.º etapa en el Real Valladolid.
En junio de 2009 el Real Valladolid decide no renovar a Víctor, que se incorpora el 9 de julio de 2009 al F.C. Cartagena, equipo de la Segunda División.
En la temporada 2009/2010 acarició el ascenso a Primera División con el FC Cartagena, realizando una magnífica temporada. Gracias en gran parte a sus goles y a su liderazgo en el campo el equipo logra estar 34 jornadas en ascenso y finaliza en 5.º lugar. A nivel personal finaliza la campaña disputando 36 partidos de liga y 1 de Copa del Rey y marcando 9 goles.
En la campaña 2010/2011 disputa su segunda temporada en el FC Cartagena, siendo uno de los ídolos de la afición cartagenera y luchando con el equipo por meterse en los play off de ascenso a Primera División, meta que finalmente no se alcanzaría. A nivel particular, Víctor finaliza la campaña disputando 36 partidos y marcando 12 goles. Es considerado en Cartagena como el mejor jugador de la historia del club albinegro.
A sus 37 años, firma por el CD Leganés, equipo en el que empezó en categorías inferiores, para la temporada 2011/2012 con opción a una segunda. En el mercado de invierno recibe una oferta del FC Cartagena, de la Segunda División, para retornar al equipo tras su extraña salida en el mercado veraniego. No se llega a un acuerdo entre ambos clubes y continúa en el CD Leganés, de la Segunda División B. En el tramo final de la temporada llega a un acuerdo con el Leganés para rescindir su contrato como jugador y pasar a ser el entrenador e intentar salvar al equipo del descenso, y consiguiéndolo posteriormente.

## Clubes como jugador
| Club               | País          | Año           | PJ  | G   |
| ------------------ | ------------- | ------------- | --- | --- |
| Real Madrid "B"    | España        | 1992-1994     | 32  | 7   |
| CD Tenerife        | España        | 1994-1995     | 7   | 1   |
| CD Toledo (cedido) | España        | 1995-1996     | 20  | 10  |
| CD Tenerife        | España        | 1995-1996     | 13  | 5   |
| Real Valladolid    | España        | 1996-2000     | 146 | 38  |
| Villarreal CF      | España        | 2000-2004     | 167 | 44  |
| Real Valladolid    | España        | 2004-2009     | 176 | 53  |
| FC Cartagena       | España        | 2009-2011     | 75  | 21  |
| CD Leganés         | España        | 2011-2012     | 31  | 11  |
| Total carrera      | Total carrera | Total carrera | 667 | 190 |

### Palmarés
| Título         | Club             | País                                          | Año  |
| -------------- | ---------------- | --------------------------------------------- | ---- |
| Copa Intertoto | Villarreal C. F. | Heerenveen (Países Bajos) Villarreal (España) | 2003 |
| Copa Intertoto | Villarreal C. F. | Madrid (España) Villarreal (España)           | 2004 |

## Carrera como entrenador
En 2012 cuelga las botas y se convierte en entrenador del CD Leganés, donde consigue salvar al equipo del descenso. En los años siguientes es director de la Escuela de Fútbol Solimpar de Leganés.
En 2015 llega a un acuerdo para ser entrenador del equipo de la Asociación de Futbolistas Españoles (AFE), cargo que abandona a principios de julio para convertirse en entrenador del FC Cartagena, y volver así a una ciudad tan querida para él, cómo es Cartagena, firmando un contrato por dos temporadas. Tras varias derrotas, el cuerpo técnico decide destituirlo del Cartagena.

## Clubes como entrenador
Actualizado a 4 de julio de 2015
| Club            | País   | Año       |
| --------------- | ------ | --------- |
| C. D. Leganés   | España | 2012      |
| F. C. Cartagena | España | 2015-2016 |